# Shakatak

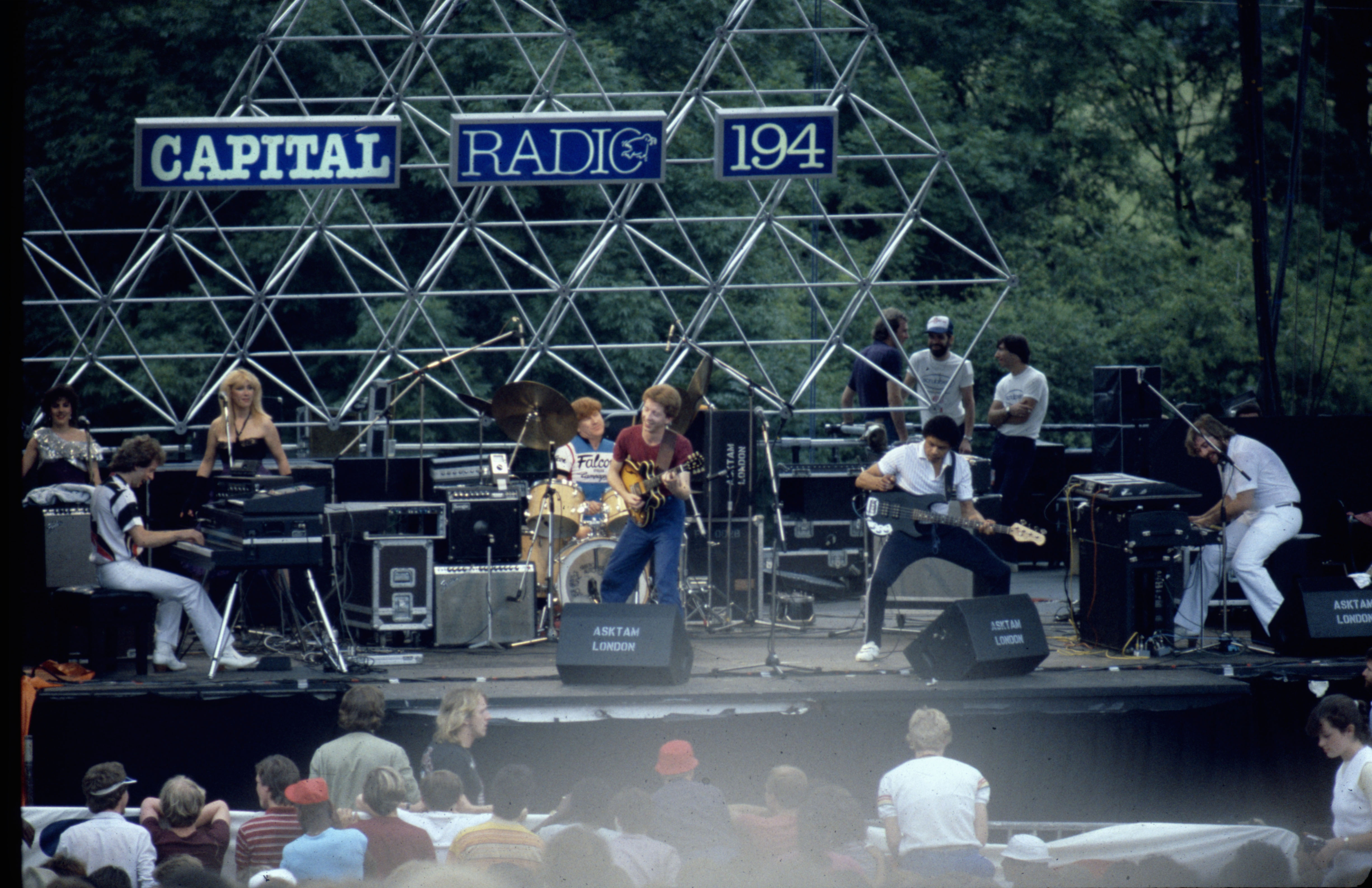
Shakatak uppträder på Knebworth Park under Capital Radio Jazz Festival, 1982.

Shakatak är en brittisk jazzfunk-grupp bildad 1980. De har haft ett antal hitlåtar på brittiska singellistan, som topp 10-hitsen "Night Birds" (1982) och "Down on the Street" (1984), och har även varit mycket populära i Japan.

## Diskografi

### Studioalbum och livealbum
- 1981: Drivin' Hard
- 1982: Night Birds
- 1982: Invitations
- 1983: Out of This World
- 1984: Down on the Street
- 1984: Shakatak Live in Japan (live)
- 1985: Live! (February 1985) (live)
- 1985: City Rhythm
- 1986: Into the Blue (Endast utgiven i Japan)
- 1987: Golden Wings (Endast utgiven i Japan)
- 1987: Never Stop Your Love (Endast utgiven i Japan, japansk version av Manic and Cool)
- 1988: Manic & Cool
- 1988: Da Makani (Endast utgiven i Japan)
- 1989: Niteflite (Endast utgiven i Japan)
- 1989: Turn the Music Up
- 1990: Fiesta (Endast utgiven i Japan)
- 1990: Christmas Eve (Endast utgiven i Japan)
- 1991: Bitter Sweet
- 1991: Utopia (Endast utgiven i Japan)
- 1993: Street Level
- 1993: Under the Sun
- 1993: The Christmas Album
- 1994: Full Circle
- 1997: Let The Piano Play
- 1998: View From The City
- 1998: Live at Ronnie Scott's
- 2001: Under Your Spell
- 2003: Blue Savannah
- 2005: Easier Said Than Done (livealbum)
- 2005: Beautiful Day
- 2007: Emotionally Blue
- 2009: Afterglow
- 2011: Across The World
- 2013: Once Upon A Time (The Acoustic Sessions)
- 2014: On The Corner

### Samlingsalbum
- 1988: The Coolest Cuts
- 1990: Perfect Smile (endast utgiven i USA)
- 1991: Open Your Eyes (endast utgiven i USA)
- 1991: Remix Best Album
- 1991: Night Moves
- 1996: The Collection
- 1996: Jazz Connections Volumes 1-6  (6 samlingsalbum med de japanska albumutgåvorna från 1980/1990-talen)
- 1998: Shinin' On
- 1999: Magic
- 1999: Jazz In The Night
- 2000: The Collection Volume 2
- 2002: Dinner Jazz
- 2003: Smooth Solos
- 2008: The Best Of Shakatak
- 2008: The Ultimate Collection
- 2009: The Coolest Cuts 12" Mixes Volume 1
- 2009: The Coolest Cuts 12" Mixes Volume 2
- 2012: The 12 Inch Mixes
- 2013: More 12 Inch Mixes
- 2014: Snowflakes & Jazzamatazz
- 3 samlingsalbum, samlad av Roger Odell:
  - Sunset Jazz
  - After Dark
  - Drive Time

## Medlemmar

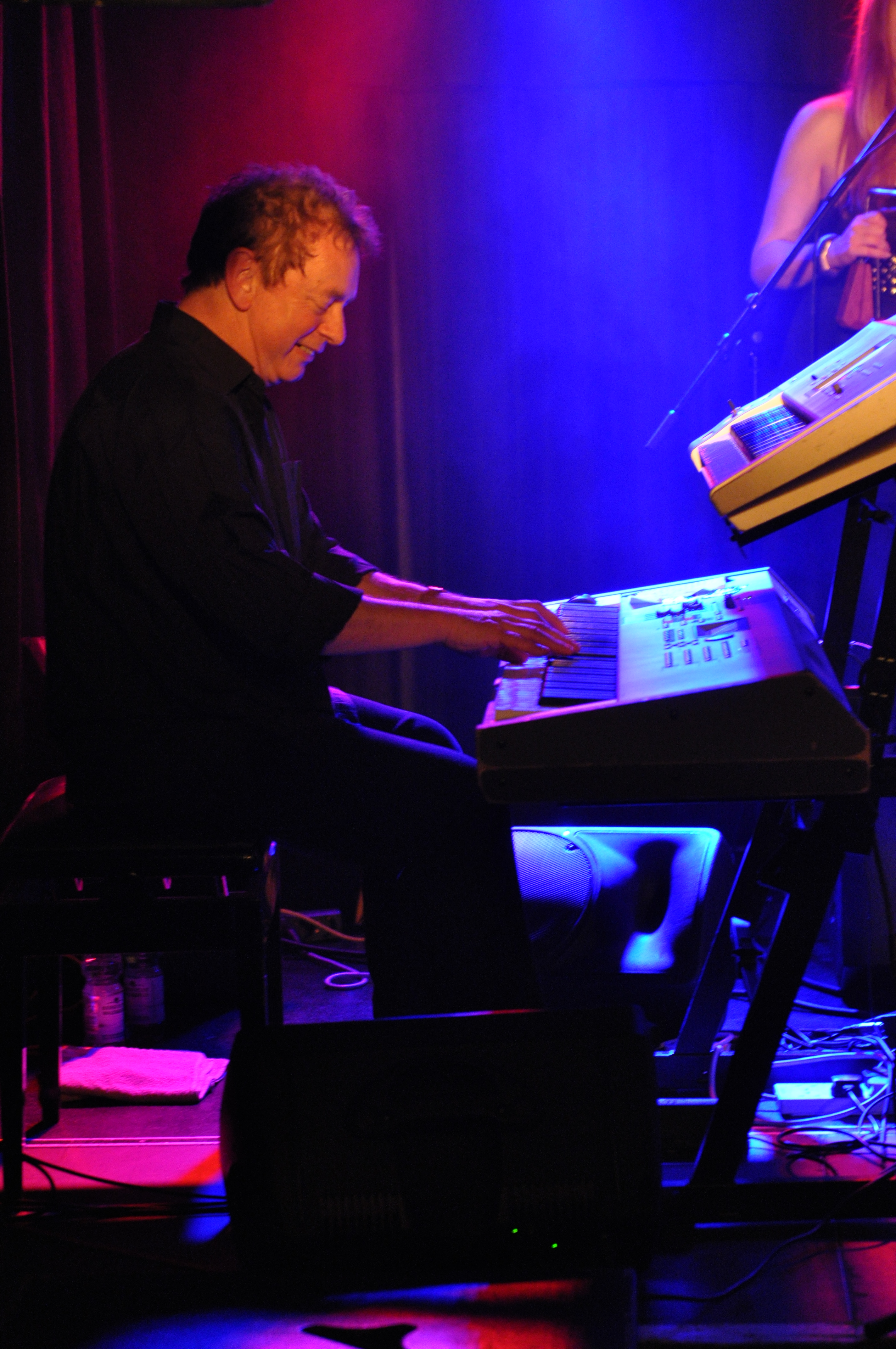
Bill Sharpe
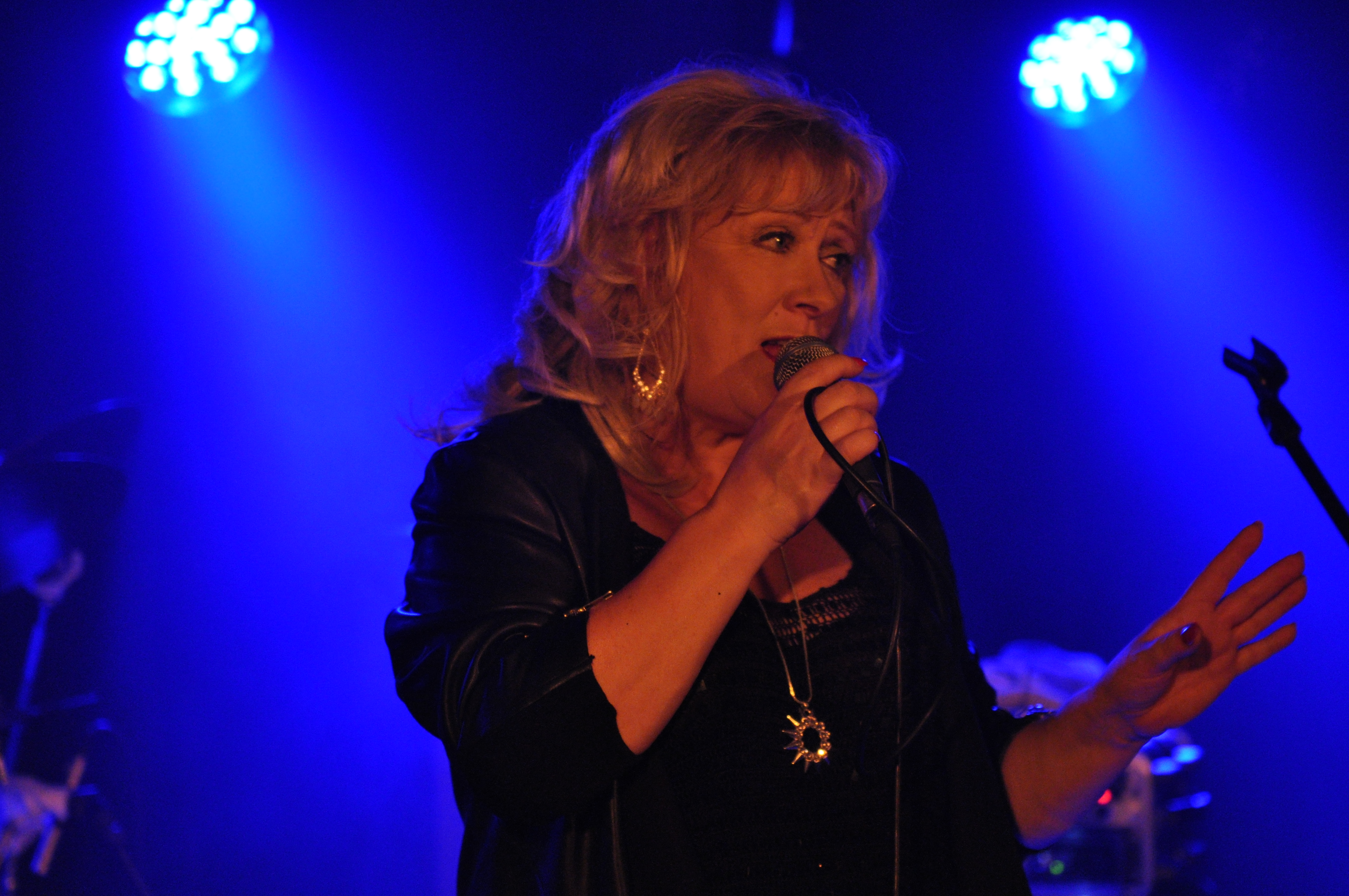
Jill Saward
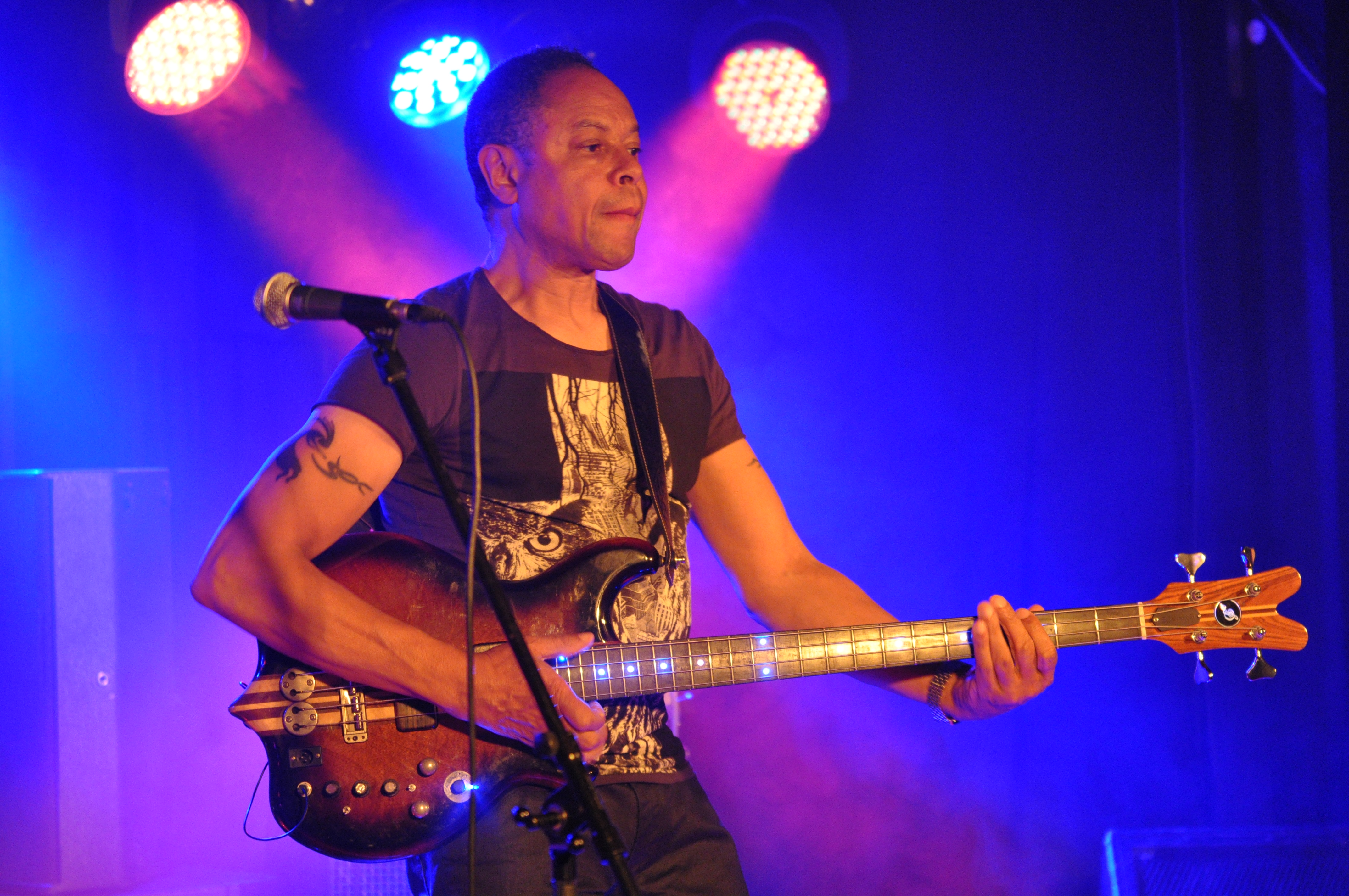
George Anderson
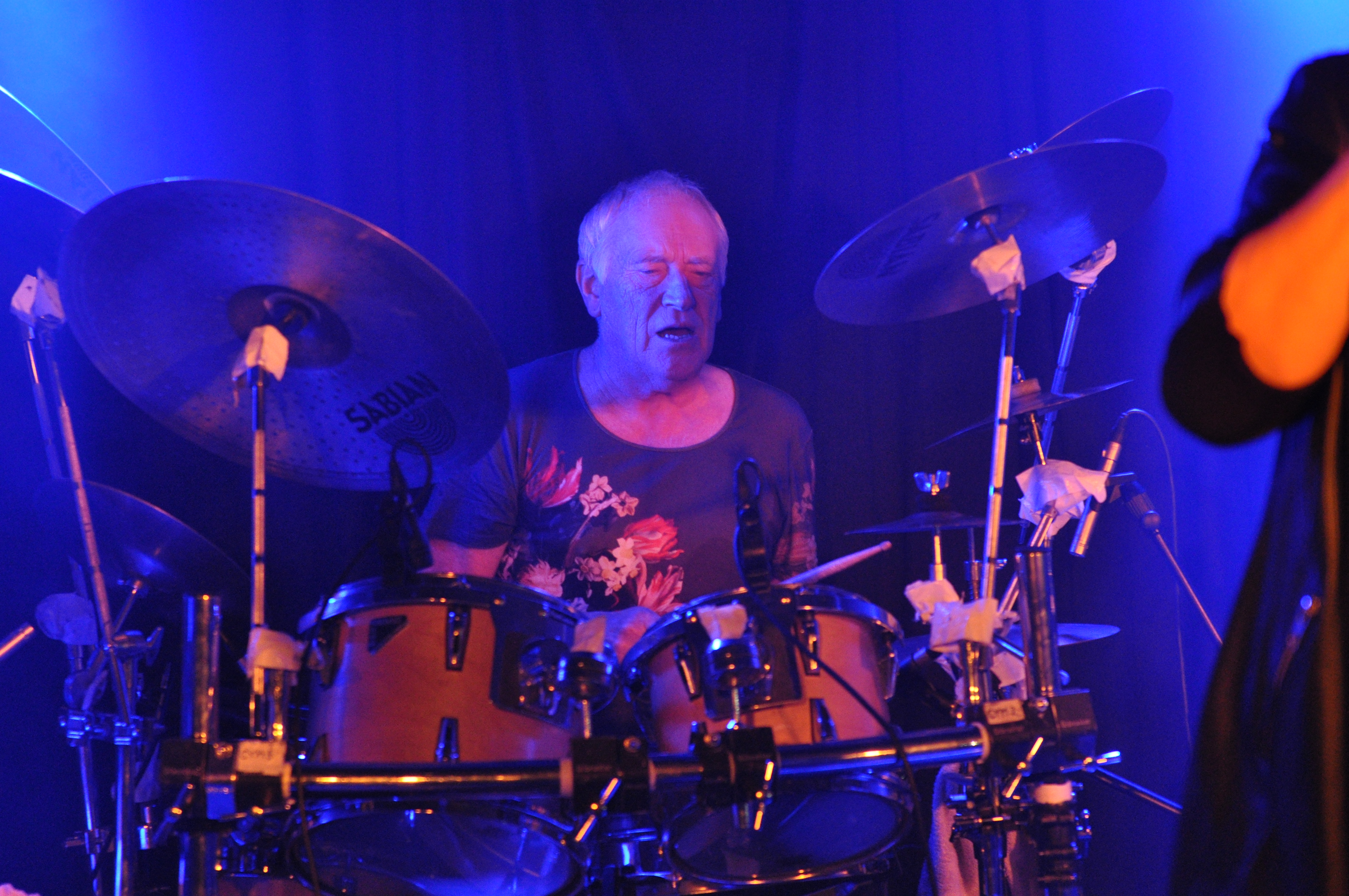
Roger Odell
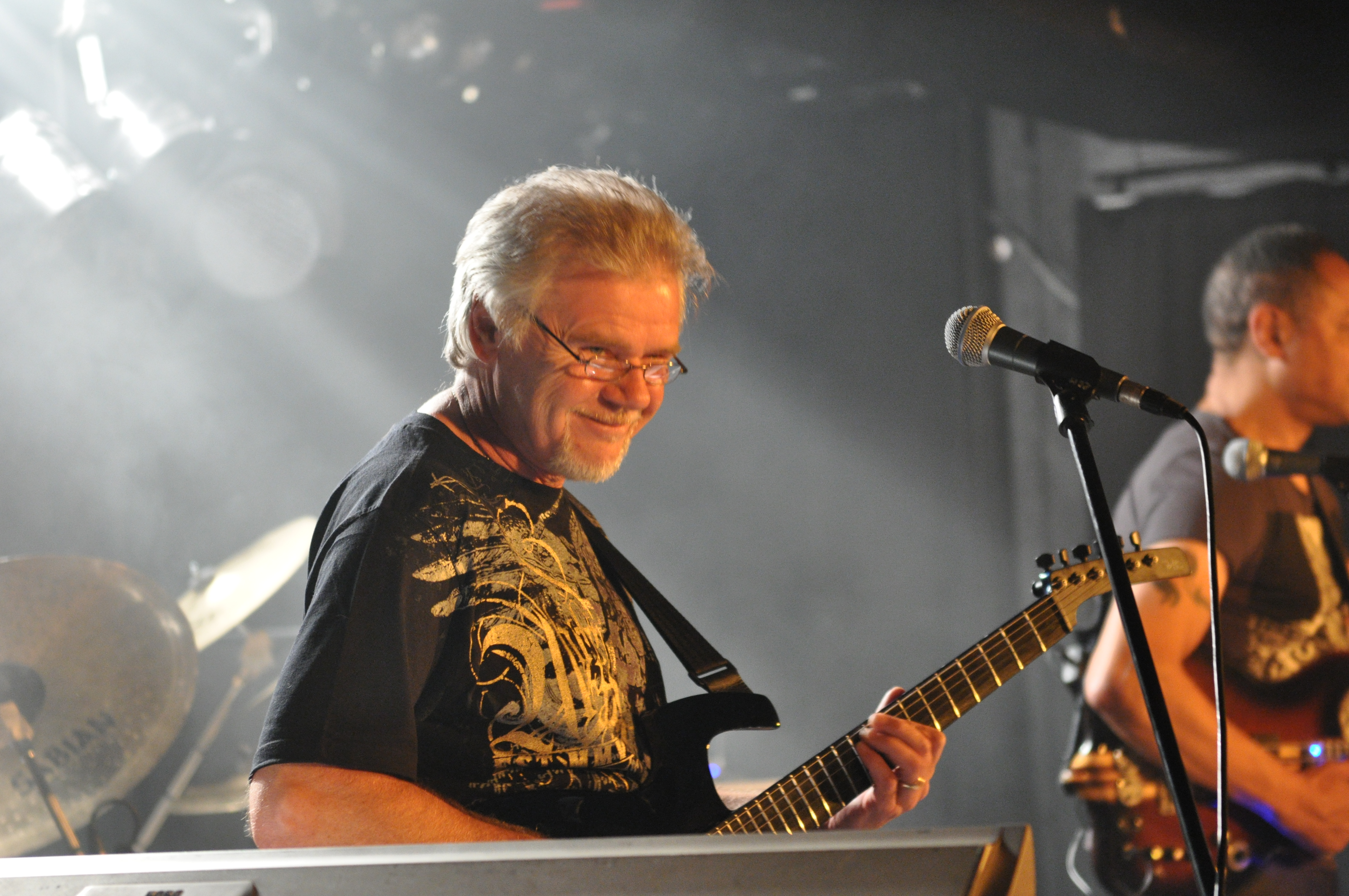
Alan Wormald (turnerande medlem)
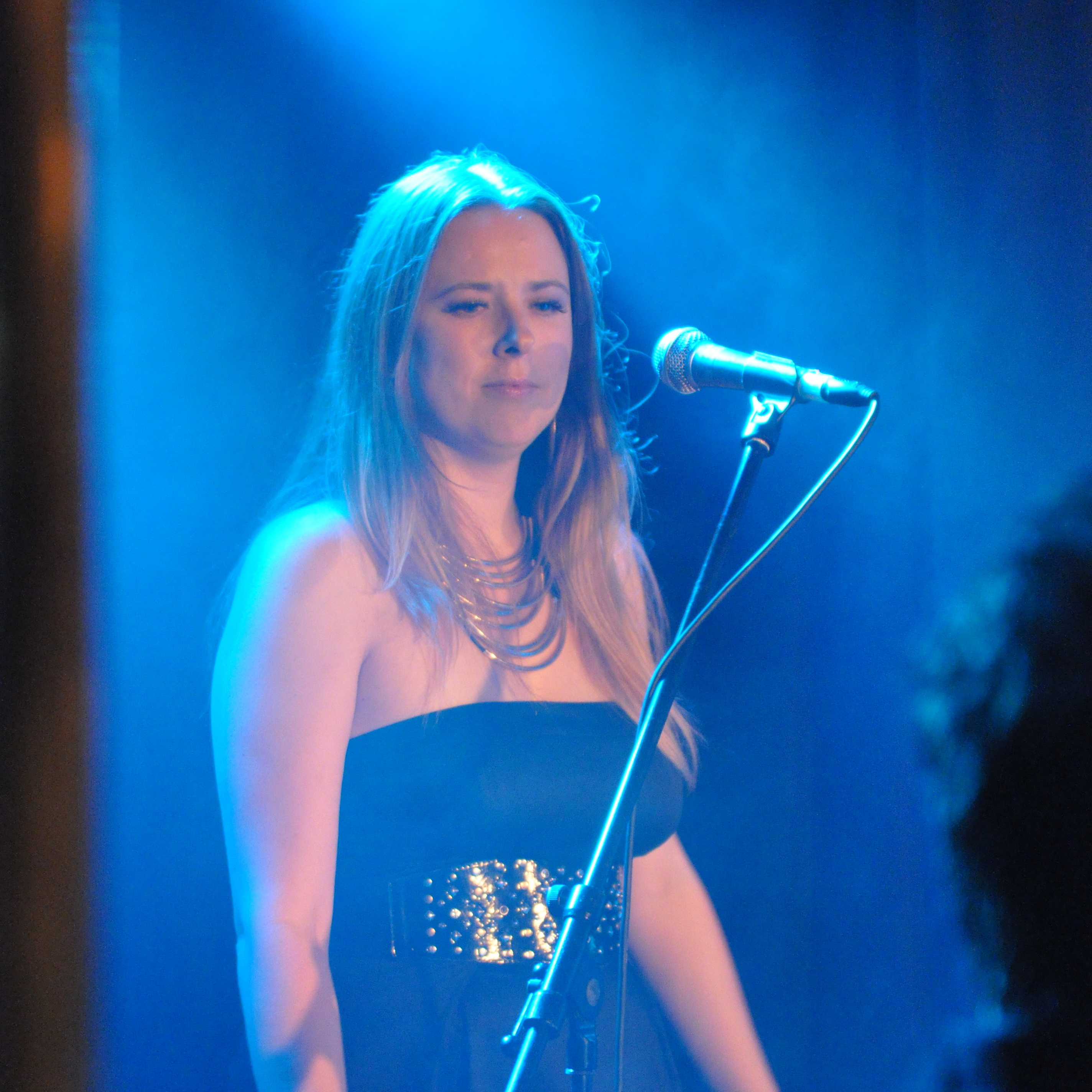
Debby Bracknell (turnerande medlem)

Nuvarande medlemmar
- Jill Saward — sång, percussion, flöjt (1980– )
- Bill Sharpe — keyboard (1980– )
- Roger Odell — trummor (1980– )
- George Anderson — basgitarr (1981– )

Livemusiker
- Alan Wormald — gitarr
- Jacqui Hicks — bakgrundssång, saxofon, flöjt
- Debby Bracknell — bakgrundssång, flöjt

Tidigare medlemmar
- Keith Winter — elgitarr (1980–1994)
- Jackie Rawe — sång (1980–1983)
- Nigel Wright — keyboard (1980–1982)
- Steve Underwood — basgitarr (1980–1981)
- Norma Lewis — sång (1983)
- Tracy Ackerman — sång (1980-talet–1990-talet)
- Lorna Bannon — sång (1982)
- Fridrik Karlsson — elgitarr (1990-talet–2000-talet)

Bidragande studiomusiker
- Roberto Tola – gitarr
- Derek Nash – saxofon
- Friðrik Karlsson – gitarr
- Kazumi Watanabe – gitarr